# Harpina

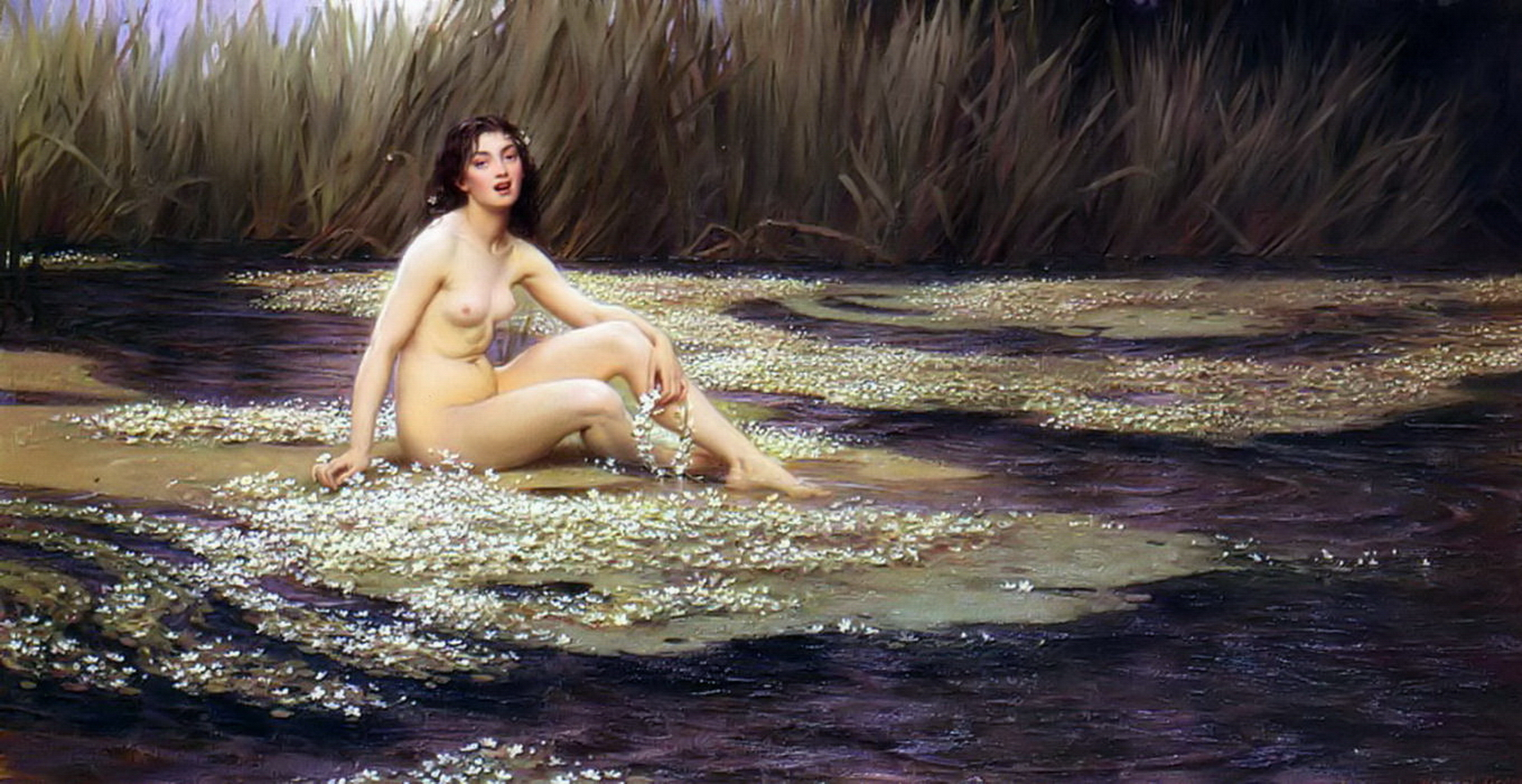
La ninfa del agua. Herbert James Draper, 1908

Según la mitología griega Harpina (Άρπινα) era una ninfa hija del dios fluvial Asopo. No se conoce el nombre de su madre pero pudiera ser esta Metope, como es común entre las hijas de Asopo. Se dice que en el Peloponeso, en la ciudad de Pisa, Ares se unió a Harpina, y engendró a Enómao. Este engendró a una única hija, a la que llamó Hipodamía. Y en una ocasión en la que consultó al oráculo respecto a su muerte, el dios le respondió que moriría cuando se casara su hija Hipodamía.
Los fliasios ofrendaron a Zeus, a las hijas de Asopo y al propio Asopo. Allí están representadas: Nemea está la primera de sus hermanas, después de ella Zeus está cogiendo a Egina y junto a Egina está Harpina —con ella, según las leyendas de los eleos y los fliasios, se unió Ares y fue la madre de Enómao, que reinó en Pisa—. También se dice que existe un río llamado Harpinates y no muy lejos de él, entre otras ruinas de la ciudad de Harpina, se encuentran sus altares. Dicen que Enómao fundó la ciudad y le puso el nombre por su madre Harpina.